# Джордан, Лиам
Лиам Джонатан Джордан (англ. Liam Jonathan Jordan; род. 30 июля 1998, Дурбан, Квазулу-Натал) — южноафриканский футболист, нападающий клуба «Броммапойкарна».

## Клубная карьера
Футболом начинал заниматься в новозеландском клубе «Окленд Сити», где выступал его отец. Затем вернулся в ЮАР, где присоединился к «Бидвест Витс». 10 марта 2015 года впервые попал в официальную заявку основной команды на матч премьер-лиги с «Амазулу», но на поле не появился. Через неделю дебютировал за команду в игре кубка страны с «Юниверсити оф Претория», выйдя на замену на 83-й минуте. В 2016 году перешёл в лиссабонский «Спортинг», на правах аренды, по окончании которой вернулся на родину.
В январе 2018 года на правах аренды до конца сезона перешёл в датский «ХБ Кёге». Первую игру за новый клуб провёл 11 марта в очередном туре первой лиги с «Тистедом», появившись на поле в конце встречи. В апреле того же года подписал с датским клубом полноценный контракт, рассчитанный на три года.
В феврале 2021 года перебрался в другой датский клуб — «Хельсингёр». В его составе провёл два года, сыграв в общей сложности в 62 матчах во всех турнирах, в которых забил 14 мячей.
7 марта 2023 года стал игроком шведской «Броммапойкарны», с которой заключил соглашение на три года.

## Карьера в сборной
Выступал за юношескую и молодёжную сборные ЮАР. В составе сборной до 17 лет в 2015 году принимал участие в юношеском Кубке африканских наций в Нигере. 2 июля 2017 года дебютировал в национальной сборной ЮАР на Кубке КОСАФА.

## Личная жизнь
Отец Лиама, Керин Джордан, в прошлом также профессиональный футболист, выступал в чемпионатах ЮАР и Новой Зеландии, провёл один матч за сборную Южной Африки.

## Клубная статистика
| Выступление      | Выступление      | Выступление      | Лига | Лига | Кубки | Кубки | Конт. кубки | Конт. кубки | Итого | Итого |
| Клуб             | Лига             | Сезон            | Игры | Голы | Игры  | Голы  | Игры        | Голы        | Игры  | Голы  |
| ---------------- | ---------------- | ---------------- | ---- | ---- | ----- | ----- | ----------- | ----------- | ----- | ----- |
| Бидвест Витс     | Премьер-Лига     | 2015/16          | 0    | 0    | 1     | 0     | 0           | 0           | 1     | 0     |
| Бидвест Витс     | Итого            | Итого            | 0    | 0    | 1     | 0     | 0           | 0           | 1     | 0     |
| ХБ Кёге          | Первая лига      | 2017/18          | 11   | 1    | 0     | 0     | 0           | 0           | 11    | 1     |
| ХБ Кёге          | Первая лига      | 2018/19          | 31   | 7    | 0     | 0     | 0           | 0           | 31    | 7     |
| ХБ Кёге          | Первая лига      | 2019/20          | 30   | 3    | 1     | 0     | 0           | 0           | 31    | 3     |
| ХБ Кёге          | Первая лига      | 2020/21          | 16   | 3    | 0     | 0     | 0           | 0           | 16    | 3     |
| ХБ Кёге          | Итого            | Итого            | 88   | 14   | 1     | 0     | 0           | 0           | 89    | 14    |
| Хельсингёр       | Первая лига      | 2020/21          | 15   | 4    | 0     | 0     | 0           | 0           | 15    | 4     |
| Хельсингёр       | Первая лига      | 2021/22          | 24   | 1    | 3     | 2     | 0           | 0           | 27    | 3     |
| Хельсингёр       | Первая лига      | 2022/23          | 18   | 7    | 2     | 0     | 0           | 0           | 20    | 7     |
| Хельсингёр       | Итого            | Итого            | 57   | 12   | 5     | 2     | 0           | 0           | 62    | 14    |
| Всего за карьеру | Всего за карьеру | Всего за карьеру | 145  | 26   | 7     | 2     | 0           | 0           | 152   | 28    |

## Статистика в сборной
| Матчи и голы Лиама Джордана за национальную сборную ЮАР | Матчи и голы Лиама Джордана за национальную сборную ЮАР | Матчи и голы Лиама Джордана за национальную сборную ЮАР | Матчи и голы Лиама Джордана за национальную сборную ЮАР | Матчи и голы Лиама Джордана за национальную сборную ЮАР | Матчи и голы Лиама Джордана за национальную сборную ЮАР |
| №                                                       | Дата                                                    | Оппонент                                                | Счёт                                                    | Голы                                                    | Соревнование                                            |
| ------------------------------------------------------- | ------------------------------------------------------- | ------------------------------------------------------- | ------------------------------------------------------- | ------------------------------------------------------- | ------------------------------------------------------- |
| 1                                                       | 2 июля 2017                                             | Танзания                                                | 0:1                                                     | 0                                                       | Кубок КОСАФА 2017                                       |
| 2                                                       | 7 июля 2017                                             | Намибия                                                 | 1:0                                                     | 0                                                       | Кубок КОСАФА 2017                                       |
| 3                                                       | 2 июня 2019                                             | Ботсвана                                                | 2:2                                                     | 0                                                       | Кубок КОСАФА 2019                                       |
| 4                                                       | 7 июня 2019                                             | Малави                                                  | 0:0                                                     | 0                                                       | Кубок КОСАФА 2019                                       |

Итого: 4 матча и 0 голов; 1 победа, 2 ничьи, 1 поражение.